# Gruta
Gruta – wieś w Polsce, położona w województwie kujawsko-pomorskim, w powiecie grudziądzkim, w gminie Gruta.

## Podział administracyjny
| SIMC    | Nazwa     | Rodzaj    |
| ------- | --------- | --------- |
| 0844560 | Cukrownia | część wsi |

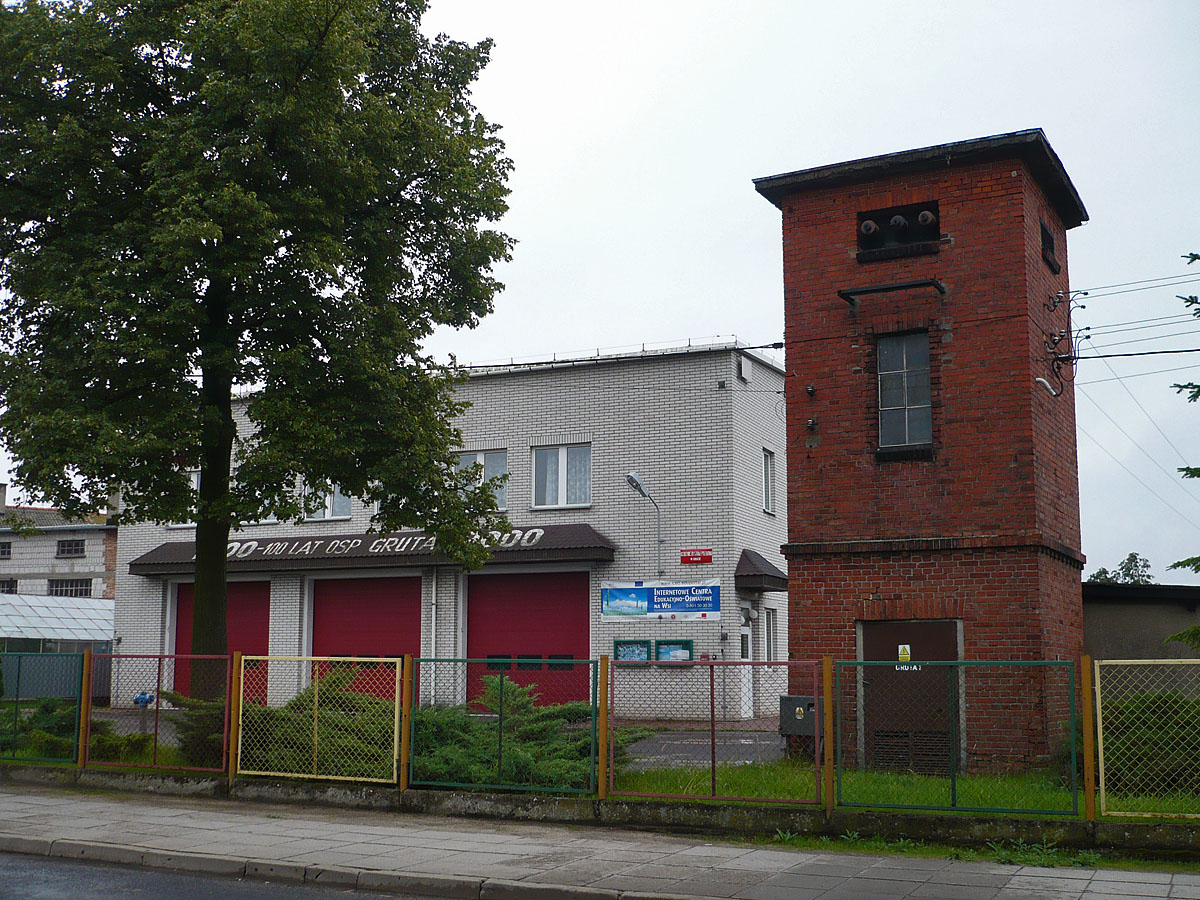
Ochotnicza Straż Pożarna w Grucie

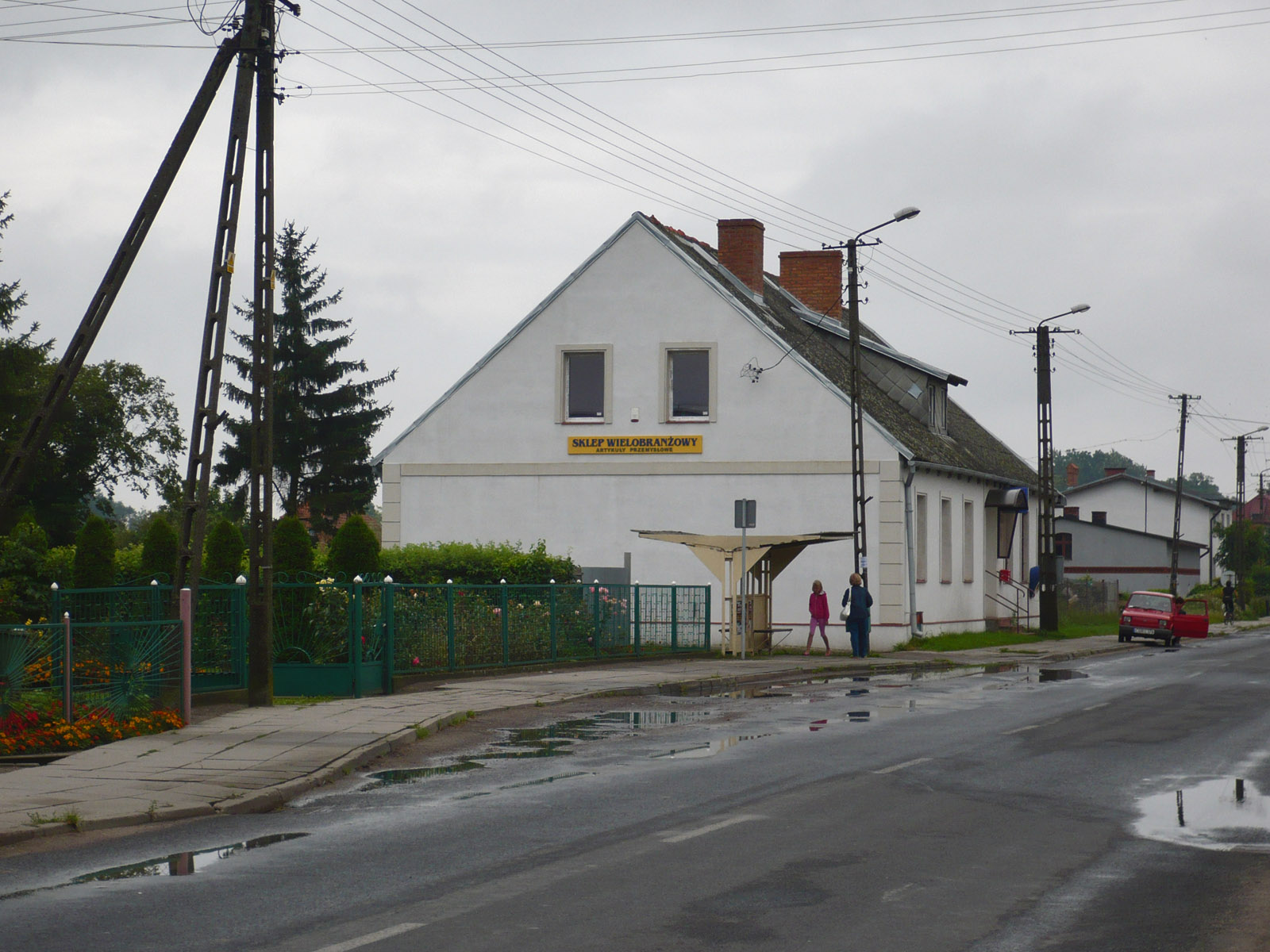
Urząd pocztowy oraz przystanek autobusowy w Grucie

W latach 1954–1972 wieś należała i była siedzibą władz gromady Gruta. W latach 1975–1998 miejscowość administracyjnie należała do województwa toruńskiego. Miejscowość jest siedzibą gminy Gruta.

## Demografia
Według Narodowego Spisu Powszechnego (III 2011 r.) wieś liczyła 1290 mieszkańców. Jest największą miejscowością gminy Gruta.

## Drogi wojewódzkie
Przez wieś przechodzi droga wojewódzka nr 538.

## Krótki opis
We wsi znajduje się Ochotnicza Straż Pożarna, Urząd Gminy, Urząd Pocztowy, stacja paliw, kilka obiektów handlowych, ośrodek zdrowia, apteka i przystanek autobusowy. Ponadto kiedyś istniało kółko rolnicze.

## Szkolnictwo
W Grucie znajduje się Zespół Szkół w Grucie, w której w skład wchodzą:
- Szkoła Podstawowa im. Floriana Laskowskiego
- Gimnazjum w Grucie

## Zabytki

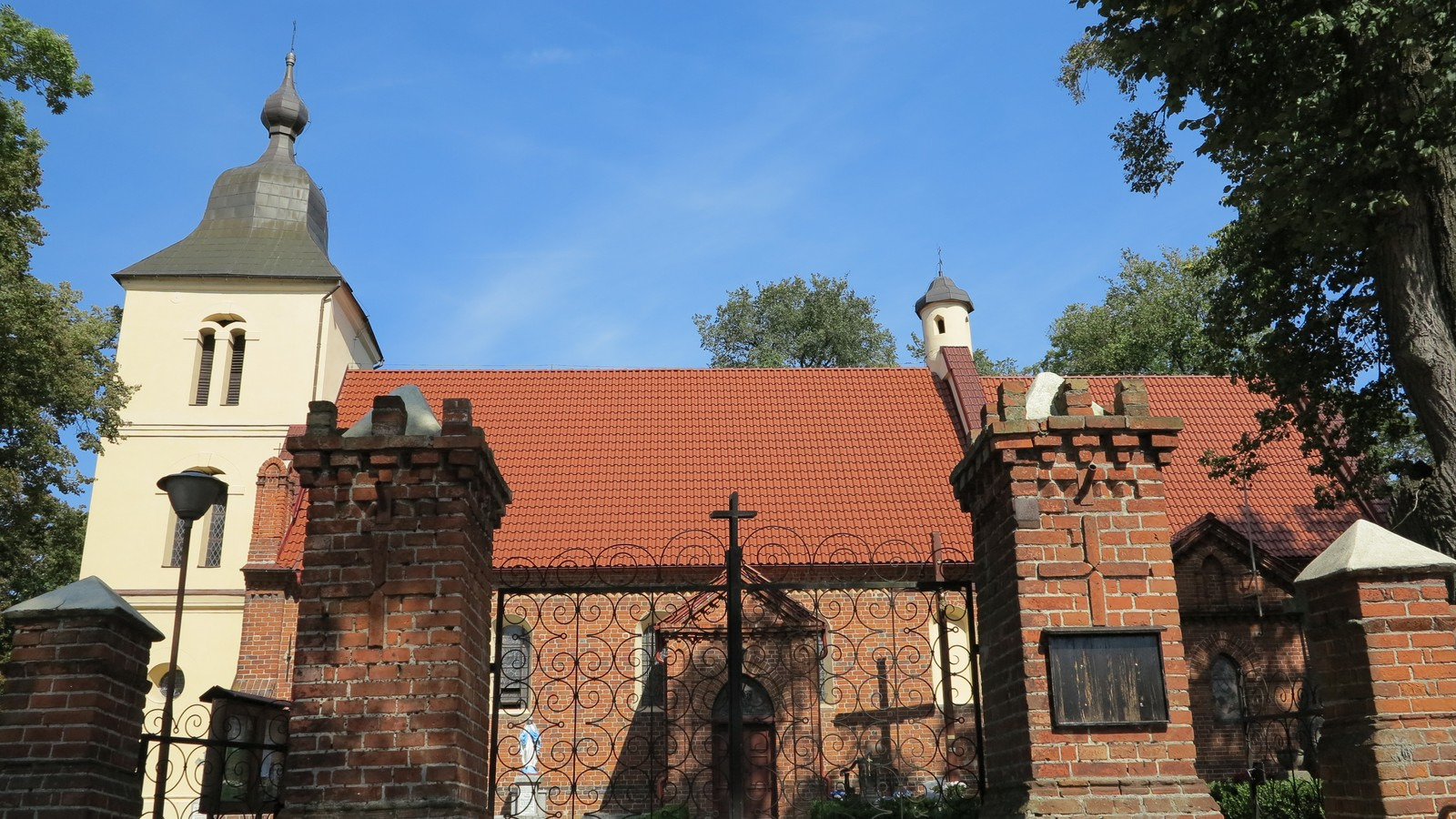
Kościół pw. Wniebowzięcia NMP

Według rejestru zabytków NID na listę zabytków wpisane są:
- kościół pw. Wniebowzięcia NMP, XIV w., 1670, nr rej.: A/359 z 13.07.1936
- park dworski, k. XIX w., nr rej.: 516 z 16.02.1987

Kościół ceglany z około 1270 r. w stylu gotyckim, wielokrotnie odbudowywany, m.in. po 1747 r. i po 1846 r.; jednonawowy. Wieża frontowa powstała w 1670 r.
Między jeziorami Księże i Dużym położone jest  grodzisko z XIII-XIV wieku.

## Znane osoby
- 20 marca 1865 urodził się tu Wiktor Kulerski (zm. 1935), polski działacz społeczno-polityczny, dziennikarz i wydawca. W Grucie znajduje się biblioteka jego imienia.
- 2 września 1939 w pobliżu miejscowości Gruta zmarł kpt. pil. Florian Laskowski, dowódca III/4 dywizjonu myśliwskiego w 4 Pułku Lotniczym, gdy jego samolot PZL P.11c został zestrzelony przez obronę przeciwlotniczą. Żołnierze niemieccy nie pozwolili cywilom zbliżyć się do wraku i udzielić pomocy, ciężko ranny pilot zmarł po kilku godzinach z upływu krwi w kabinie swojego samolotu. Absurdalny rozkaz dowódcy lotnictwa Armii "Pomorze" ataku lekko uzbrojonych samolotów myśliwskich PZL P.11c na niemieckie kolumny pancerne okazał się tragiczny w skutkach - prowadzona przez kpt. pil. Floriana Laskowskiego 141 Eskadra Myśliwska straciła 4 samoloty zestrzelone przez obronę przeciwlotniczą i 3 zabitych pilotów, oprócz dowódcy dywizjonu zginęli ppor. pil. Władysław Urban oraz kpr. pil. Benedykt Mielczyński[7]. Kpt. pil. Florian Laskowski spoczywa na cmentarzu parafialnym w Grucie, jest patronem tamtejszej Szkoły Podstawowej, został pośmiertnie awansowany do stopnia pułkownika.